# Sudan III
Sudan III ist eine synthetisch hergestellte chemische Verbindung aus der Gruppe der Azo- und Sudanfarbstoffe mit roter Farbe.

## Sicherheitshinweise
Die Internationale Agentur für Krebsforschung (IARC) stuft die Farbstoffe Sudan I–IV und Sudanrot 7B als Karzinogen der Gruppe 3 ein. Die in Gruppe 3 enthaltenen Substanzen werden als wahrscheinlich nicht krebsauslösend beim Menschen eingestuft.